# بطولة ويمبلدون 1889
قائمة ببطولات ويمبلدون لسنة 1889:

## فردي رجال
ويليام رينشاو هزم  إرنست رينشاو. النتيجة: 6-4 6-1 3-6 6-0

## فردي سيدات
بلنشي بيجالي هزمت  لوتي دود. النتيجة: 4-6, 8-6, 6-4